# Pop'n Music 15: Adventure
Pop'n Music 15: Adventure est un jeu vidéo de rythme de Konami sorti en 2007 sur borne d'arcade.

## Liste des chansons
Dans le jeu, les genres sont plus importants que les titres, par conséquent les joueurs nomment souvent les chansons par leur genre plutôt que par leur véritable titre.
La difficulté est indiquée par un nombre de deux chiffres, c'est aussi le nombre de points en mode Challenge.

### Chansons Arcade
| Genre                 | Titre                           | Artiste                                 | Normal | Hyper | Extra | Personnage       | BPM     |
| --------------------- | ------------------------------- | --------------------------------------- | ------ | ----- | ----- | ---------------- | ------- |
| Garage House          | together 4ever                  | Sota Fujimori feat.yoshiko              | 15     | 26    | 36    | Judy             | 140     |
| Boys R&B              | Always                          | Shoichiro Hirata feat.RayZY             | 15     | 23    | 36    | Mark             | 130     |
| Kōkyō teki Monogatari | Kago no Tori                    | Naya~n Kōkyōgakudan with Raikō Sakamoto | 16     | 23    | 39    | Parrot           | 136     |
| Continental           | Hashiri tsutzukete              | Cosmos                                  | 16     | 23    | 31    | Yululu           | 140     |
| New Soul              | My Own Swan                     | Redshift                                | 17     | 25    | 34    | Mary             | 134     |
| Hawaïan Punk          | Furi-Furi Hawaïan!              | YUU&NAHO from Cawaii!                   | 17     | 25    | 35    | Cherrily & Susie | 185     |
| Urban Mellow Pop      | Psychology                      | Senax                                   | 18     | 25    | 32    | Nina             | 120     |
| Fellware              | Tsubame                         | Asaki                                   | 18     | 32    | 40    | Tsubaki          | 150     |
| Online Love Pop       | Koi no Miracle                  | Rururu System                           | 18     | 26    | 35    | Mirai Yumeno     | 175     |
| Shy Pop               | Negaigoto                       | Yoshihiko Koezuka                       | 18     | 25    | 33    | OJ Tsuyoshi      | 138     |
| Natsu Yasumi          | Natsu Yasumi no Bōken           | Go-nen San-kumi Ensemble Club           | 18     | 28    | 37    | Natsubō          | 90-152  |
| Warrior               | The Man from Far East           | World Sequence                          | 19     | 25    | 32    | Inari            | 118-128 |
| Hyper Chineese Pop    | Tōkarenjō                       | TЁЯRA                                   | 19     | 31    | 37    | taoxiang         | 185     |
| Pinkish               | Tsubomi                         | Parquets                                | 19     | 27    | 33    | Poet             | 156     |
| Marine Cruise         | The Seven Ocean                 | Hajime                                  | 19     | 27    | 34    | CoCoo            | 130     |
| Ancient Euro          | In The Ruins                    | good-cool feat.CHiCO                    | 20     | 35    | 41    | Nadi             | 156     |
| Girl Hood             | Rokubute                        | Mizudama Fumippers                      | 20     | 35    | 41    | Micchan          | 156     |
| Future Fusion         | Infinite Space                  | m@sumi                                  | 20     | 29    | 36    | Sirius           | 160     |
| Percussive 2          | Nishiazabu Suidō Kyoku          | Simon Man                               | 21     | 33    | 38    | Mr. KK           | 124?    |
| Veneziani             | Canal Grande                    | Q-Mex                                   | 22     | 31    | 37    | Diamante         | 208     |
| Kendo Rock            | Guitar Kendo                    | Makita Gakkyū                           | 22     | 34    | 40    | Guita Ken        | 176     |
| Seisyun Rock          | Kuraki wa waga ketsui           | Kōkaiten Panic                          | 22     | 28    | 34    | DJ Tsuyoshi      | 182     |
| Eleki-zoku            | Jun'ai Romance -Part 2-         | ko-saku                                 | 24     | 32    | 38    | Youjirou         | 165     |
| Nadeshiko Rock        | Rin toshite saku hana no gotoku | Beniiro Litmus                          | 24     | 33    | 40    | Kanoko           | 163     |
| Hip Rock 4            | Rodan                           | Des-ROW . Kumi-United                   | 26     | 36    | 41    | Roku             | 171     |

### Chansons sous licence
| Genre     | Titre              | Artiste                  | Normal | Hyper | Extra | Personnage         | BPM     |
| --------- | ------------------ | ------------------------ | ------ | ----- | ----- | ------------------ | ------- |
| Hokuto    | Ai wo Torimodose!! | Hideo Suwa & Mecha-Suwao | 13     | 27    | 36    | Mimi (en Kenshiro) | 141-158 |
| One Piece | We Are!            | Yoshi-kun Kaizoku-dan    | 16     | 24    | 34    | Nyami (en pirate)  | 168     |

### Chansons à débloquer
| Genre            | Titre                                            | Artiste         | Normal | Hyper | Extra | Personnage    | BPM     |
| ---------------- | ------------------------------------------------ | --------------- | ------ | ----- | ----- | ------------- | ------- |
| Adventure        | Pop'n Daiōken Medley                             | Pop'n Tankentai | 16     | 30    | 35    | Mimi ou Nyami | 125-135 |
| Latin Remix      | El pais del sol (Give Me More Salsa Mmix)        | Berimbau'66     | 15     | 30    | 36    | MZD           | 120     |
| Propose Remix    | Futari no Minifest (Circle of the afternoon Mix) | DJ Simon        | 17     | 27    | 37    | MZD           | 147?    |
| Castlevania      | Castlevania Medley ~Hibrid Version~              | Michiru Yamane  | 15     | 27    | 39    | Simon Belmont | 120-135 |
| Wartran Troopers | Wartran Main Theme                               | Jimmy Weckl     | 16     | 26    | 37    | Hanemann      | 140     |
| Love Pop         | Daisuki Dayo                                     | Kumiko          | 20     | 26    | 34    | Mary          | 106     |
| Neji Rock        | Neji no Hito                                     | Asaki           | 21     | 35    | 40    | Oni-BE        | 100-170 |

#### Waku waku Mimi Nyami Tankentai
| Genre          | Titre                          | Artiste           | Normal | Hyper | Extra | Personnage      | BPM     |
| -------------- | ------------------------------ | ----------------- | ------ | ----- | ----- | --------------- | ------- |
| Sympathy 2     | Distance                       | Egoistic Lemontea | 13     | 26    | 32    | Sumire          | 124-127 |
| Visual Enka    | Tsuki.Kage.Bana                |                   | 18     | 28    | 36    | Funawo Fukakawa | 152     |
| Forest Snow    | Tsukiyuki ni mau hana no youni | Nekomata Master   | 21     | 34    | 40    | Chira           | 70-125  |
| Clione Techno  | Clio                           | co-ping           | 14     | 28    | 35    | micro           | 138     |
| Ele Flood Wave | Aqua                           | Akino             | 25     | 36    | 40    | Hanemann        | 115     |

| Genre            | Titre          | Artiste                   | Normal | Hyper | Extra | Personnage | BPM     |
| ---------------- | -------------- | ------------------------- | ------ | ----- | ----- | ---------- | ------- |
| Sympathy 3       | memories...    | Egoistic Lemontea         | 17     | 26    | 36    | Sumire     | 132     |
| Cure             | Midori no Kaze | Naya~n                    | 14     | 20    | 26    | Silvia     | 23-72   |
| Orbitalic Techno | Flow           | ScottyD. revisitsU1       | 17     | 30    | 39    | flow flow  | 140-280 |
| Windy Dance      | Fu-fa          | Sana+MIKI-CHANG+Shoichiro | 19     | 27    | 32    | Roco*Moco  | 135     |
| Celitc Wind      | Caring Dance   | Nekomata Master           | 20     | 29    | 39    | fili       | 101     |

| Genre               | Titre             | Artiste                         | Normal | Hyper | Extra | Personnage | BPM                    |
| ------------------- | ----------------- | ------------------------------- | ------ | ----- | ----- | ---------- | ---------------------- |
| Emotional           | Loveholic         | Sana                            | 16     | 27    | 37    | Kili       | 150                    |
| Ska                 | Ska a go go       | The Bald Head                   | 26     | 37    | 38    | Hone       | 144-160 [N/H] 170 [EX] |
| Gamelan Trance      | Gamelan de Couple | Tomosuke                        | 23     | 34    | 39    | Shalah     | 150                    |
| Forklore            | Undesu no Taiyō   | Mutsuhiko Izumi                 | 20     | 33    | 40    | Titicaca   | 125                    |
| Loud Mixture & Raga | Soul On Fire      | L.E.D.-G VS GUHROOVY fw NO+CHIN | 34     | 35    | 41    | Well-Done  | 182                    |

| Genre                | Titre                | Artiste           | Normal | Hyper | Extra | Personnage   | BPM                |
| -------------------- | -------------------- | ----------------- | ------ | ----- | ----- | ------------ | ------------------ |
| Sympathy             | Usual Days           | Egoistic Lemontea | 7      | 12    | -     | Sumire       | 124                |
| Shouwa Kaiki Banashi | Rokumeikan no kaijin | Richard Akita     | 18     | 28    | 35    | Fumihiko-san | 180-190            |
| Namara Jazz          | One Phrase Blues     | Hideyuki Ono      | 16     | 27    | 33    | Mr. B. Bone  | 150 [N] 300 [H/EX] |
| Ground Techno        | Quick Result         | Akira Yamaoka     | 14     | 29    | 38    | Zusin        | 135                |
| Chitei Tanken        | Super Mogu           | Buchi-Panda       | 25     | 34    | 41    | Super Mogu   | 37-180             |

| Genre        | Titre                     | Artiste                     | Normal | Hyper | Extra | Personnage      | BPM    |
| ------------ | ------------------------- | --------------------------- | ------ | ----- | ----- | --------------- | ------ |
| Darkness 3   | Quit                      | Freddy Hate to Eleharmonica | 19     | 29    | 38    | Zizz            | 142    |
| Visual Remix | White Birds (Mirage Mix)  | T-Bone                      | 20     | 31    | 36    | MZD             | 122    |
| Oratorio     | Apocalypse -memento mori- | Zektbach                    | 22     | 28    | 38    | Hannes Farrugia | 170    |
|              | Tentei                    | Kakka                       | 26     | 33    | 42    | Hoshi no Hito   | 88-113 |

| Genre               | Titre                              | Artiste      | Normal | Hyper | Extra | Personnage | BPM    |
| ------------------- | ---------------------------------- | ------------ | ------ | ----- | ----- | ---------- | ------ |
| Mythoronica         | Polis                              | Toshiji Kato | 16     | 21    | 30    | lithos     | 77     |
| Alternative Rock    | Prince on a Star                   |              | 15     | 23    | 32    | ookami-boy | 145    |
| Anthem Trance Remix | Votum stellarum -forest #25 RMX-   | iconoclasm   | 21     | 37    | 41    | MZD        | 140    |
| IDM                 | ZETA ~Sosū no sekai to chōetsusha~ | Zektbach     | 26     | 35    | 42    | Σ(Sigma)   | 90-180 |

| Genre  | Titre | Artiste      | Normal | Hyper | Extra | Personnage | BPM               |
| ------ | ----- | ------------ | ------ | ----- | ----- | ---------- | ----------------- |
| Niente | Neu   | Shōnen Radio | 24     | 36    | 42    | ?          | 95 [N] 199 [H/EX] |